# Diego Ruiz (Leichtathlet)
Diego Ruiz Sanz (* 5. Februar 1982 in Burgos) ist ein ehemaliger spanischer Mittelstreckenläufer, der sich auf die 1500-Meter-Distanz spezialisiert hat. Seinen größten Erfolg feierte er mit dem Gewinn der Silbermedaille bei den Halleneuropameisterschaften 2009 in Turin.

## Sportliche Laufbahn
Erste Erfahrungen bei internationalen Meisterschaften sammelte Diego Ruiz im Jahr 2001, als er bei den Junioreneuropameisterschaften in Grosseto mit der spanischen 4-mal-400-Meter-Staffel in 3:07,47 min die Bronzemedaille gewann. 2006 siegte er in 3:46,99 min über 1500 Meter bei den Ibero-Amerikanischen Meisterschaften in Ponce und 2009 gewann er bei den Halleneuropameisterschaften in Turin in 3:44,70 min die Silbermedaille hinter dem Portugiesen Rui Silva. Im Jahr darauf gelangte er bei den Hallenweltmeisterschaften in Doha mit 3:52,45 min auf den neunten Platz und auch bei den Halleneuropameisterschaften 2011 in Paris wurde er in 3:51,67 min Neunter. Im September schied er dann bei den Weltmeisterschaften in Daegu mit 3:49,26 min im Halbfinale aus. Im Jahr darauf nahm er an den Olympischen Sommerspielen in London teil und schied dort mit 3:41,52 min in der ersten Runde aus. 2015 verpasste er bei den Halleneuropameisterschaften in Prag mit 3:41,48 min den Finaleinzug und 2017 beendete er seine aktive sportliche Karriere im Alter von 35 Jahren.
In den Jahren 2006 und 2010 wurde Ruiz spanischer Hallenmeister im 1500-Meter-Lauf.

## Persönliche Bestzeiten
- 800 Meter: 1:46,40 min, 19. Juli 2008 in Barcelona
  - 800 Meter (Halle): 1:50,37 min, 19. Februar 2005 in Madrid
- 1500 Meter: 3:33,18 min, 22. Juli 2011 in Barcelona
  - 1500 Meter (Halle): 3:36,42 min, 14. Februar 2009 in Valencia
- Meile: 3:57,21 min, 9. Juni 2011 in Oslo
  - 3000 Meter (Halle): 7:52,86 min, 6. Februar 2010 in Stuttgart